# Ace Combat: Distant Thunder
Ace Combat: Distant Thunder (エースコンバット04 シャッタード・スカイ) intitolato Ace Combat 04: Shattered Skies nei Paesi al di fuori dell'Europa e con sistema non PAL, è un videogioco di simulazione di volo arcade sviluppato dalla Namco in esclusiva per PlayStation 2 nel 2001. È il primo della serie Ace Combat messo in commercio per questa console.

## Trama
Nel 1994 nel continente Useano venne rilevata una minaccia apocalittica: l'asteroide Ulysses 1994XF04 si dirigeva a tutta velocità verso il pianeta e, in caso di impatto, avrebbe causato danni catastrofici. Per cercare di evitare "l'Armageddon" tutti gli Stati del pianeta diedero il loro contributo per creare "Stonehenge", un impianto di cannoni a rotaia che avrebbe dovuto disintegrare l'asteroide in avvicinamento verso la Terra. Nel Luglio del 1999 il pianeta venne colpito dall'asteroide. Nonostante Stonehenge distrusse buona parte parte dei frammenti, evitando un'estinzione di massa, l'Usea venne pesantemene colpita e nell'impatto morirono circa mezzo milione di persone. A ciò seguì un'ondata di rifugiati che cercarono rifugio soprattutto nella Repubblica Federale dell'Erusea, uno dei paesi più influenti del continente, e una crisi diplomatica tra l'Erusea e gli altri Stati dell'area. Infatti l'Erusea, che fu uno dei paesi che più risentì della catastrofe, decise di limitare l'ingresso ai rifugiati. Le tensioni portarono all'occupazione da parte della Repubblica dell'Erusea del confinante paese di San Salvacion, lo Stato scelto per ospitare la costruzione di Stonehenge, e l'inizio della guerra continentale tra l'Erusea e l'ISAF (Independent States Allied Forces), un'alleanza costituita per contrastare le azioni della Repubblica.
Stonehenge, che dimostrò fin da subito il proprio potenziale come arma antiaerea, venne utilizzata dagli Erusei per conquistare la superiorità aerea sul continente, costringendo gli alleati ad abbandonare i territori continentali e a riorganizzarsi presso l'isola di North Point.
La trama è divisa in due filoni narrativi: da una parte le gesta del pilota dell'ISAF Mobius 1, corrispondenti alle fasi di gameplay vere e proprie che vedranno il pilota cambiare il corso della guerra in favore degli alleati, all'altra la storia di un bambino di San Salvacion i cui genitori sono morti all'inizio del conflitto a seguito della caduta sulla loro casa di un aereo abbattuto da un membro dello squadrone Yellow, un'unità d'élite delle forze aeree eruseane. Trasferitosi nella capitale del paese fa la conoscenza proprio dei piloti dello squadrone Yellow, che col passare del tempo diventeranno acerrimi avversari di Mobius 1, venendo man mano a conoscenza dei loro comportamenti, delle abitudini e del lato umano di quelli che, nell'ottica della guerra, sarebbero i "cattivi".

## Modalità di gioco
Nel corso del gioco il giocatore ha l'opportunità di sbloccare 21 aerei differenti, da modelli realmente esistenti, a prototipi e modelli in sviluppo, ai tempi della produzione del gioco, con relativi armamenti. Ogni aereo ha due livree alternative, che possono essere sbloccate ottenendo un punteggio di grado S nei livelli a difficoltà normale, abbattendo i piloti speciali presenti in ogni livello o completando le modalità sfida.
La scelta della difficoltà determina il numero di nemici in ogni livello, l'abilità dell'intelligenza artificiale e la quantità di danno che l'aereo del giocatore e quelli nemici possono sopportare. Alla massima difficoltà un singolo missile può abbattere l'aereo del giocatore, al contrario della difficoltà più bassa, nella quale il giocatore deve essere colpito ripetutamente per essere abbattuto.
Il giocatore deve acquistare ogni aereo o arma che intende usare, sebbene lo debba fare una volta sola. Armi identiche per diversi tipi di aereo non possono essere utilizzate in modo intercambiabile. Il giocatore può guadagnare crediti interni al gioco abbattendo nemici, o vendendo aerei e armamenti tra le diverse missioni. Solo l'aereo base, il F-4E Phantom, non può essere venduto. Risulta vantaggioso comprare e vendere diverse combinazioni di aerei e armi in base alle richieste della missione spiegate nei briefing iniziali, in quanto le caratteristiche di diversi modelli possono tornare utili nelle specifiche missioni. Una volta che tutti gli obiettivi della missione sono stati raggiunti, il giocatore può essere ricompensato con crediti bonus nel caso la sua prestazione sia risultata superiore ai requisiti base per il successo, ad esempio neutralizzando bersagli extra. Per poter acquistare ogni aereo e arma presente nel gioco, il giocatore deve necessariamente completarlo più di una volta.

## Aerei
- F-4E Phantom II
- F-5E
- F-16C Fighting Falcon
- A-10A Thunderbolt
- Mirage-2000
- F-14D
- Tornado-IDS
- F/A-18C Hornet
- F-15C Eagle
- MiG-29A Fulcrum
- F-117A Nighthawk
- EF-2000 Typhoon
- R-M01
- F-2A
- Su-35
- F-22A (precedentemente noto come Lighting II)
- SU-37 Terminator
- F-15 Active
- SU-47 Berkut
- X-02 Wyvern (aereo fittizio presente nel gioco ottenibile soddisfacendo alcune richieste)

### Non controllabili dal giocatore
- Tu-95 Bear
- Tu-160 Blackjack
- E-767
- B-2A Spirit
- AV-8B Harrier II
- CH-47
- AH-64
- V-22
- U-2
- SR-71
- Boeing 767-300

## Equipaggiamento offensivo
- GUN, mitragliatrice M61 Vulcan presente in ogni aereo
- MSSL, missili AIM-9 Sidewinder presenti in ogni aereo
- UGB, bombe non guidate (sono presenti tre versioni, la UGBS di piccole dimensioni, la UGBM di dimensioni medie e la UGBL di larghe dimensioni)
- PGB, bombe guidate
- FAEB, bombe al napalm
- SOD, ordigno standoff
- RCL, lanciarazzi multiplo
- CLB/BDSP, bombe a grappolo (note anche come Cluster Bombs)
- QAAM, missile aria/aria a manovrabilità avanzata
- LASM, missili anti nave
- XAGM, missili aria/terra con fino a quattro bersagli contemporanei
- XSAA, missile aria/aria avanzati (sono presenti tre versioni, la XSAA con capacità di ricerca ridotte, la XMAA con capacità medie e la XLAA ad alte prestazioni)

## Accoglienza
Il gioco ha ricevuto un'accoglienza perlopiù positiva dal pubblico e dalla critica, IGN ha lodato in particolare il gameplay e la colonna sonora, arrivando a definirlo come "Il miglior gioco di simulazione di volo per console", Metacritic ha invece apprezzato la fluidità del gameplay e la trama.
| Recensore  | Voto |
| ---------- | ---- |
| IGN        | 9,1  |
| Metacritic | 9,0  |
| GameSpot   | 8,8  |